# Pic de l'Herpie
Le pic de l'Herpie est une montagne de France située en Isère, dans le massif des Grandes Rousses. Il culmine à 3 012 mètres d'altitude, dominant le lac Blanc situé à l'ouest et la station de sports d'hiver de l'Alpe d'Huez au sud-ouest. Ses pentes et notamment son ubac sont couverts de remontées mécaniques et de pistes de ski. Sous le sommet se trouvait sur son ubac un ancien glacier et sur son adret est exploitée une mine d'anthracite jusqu'en 1950.

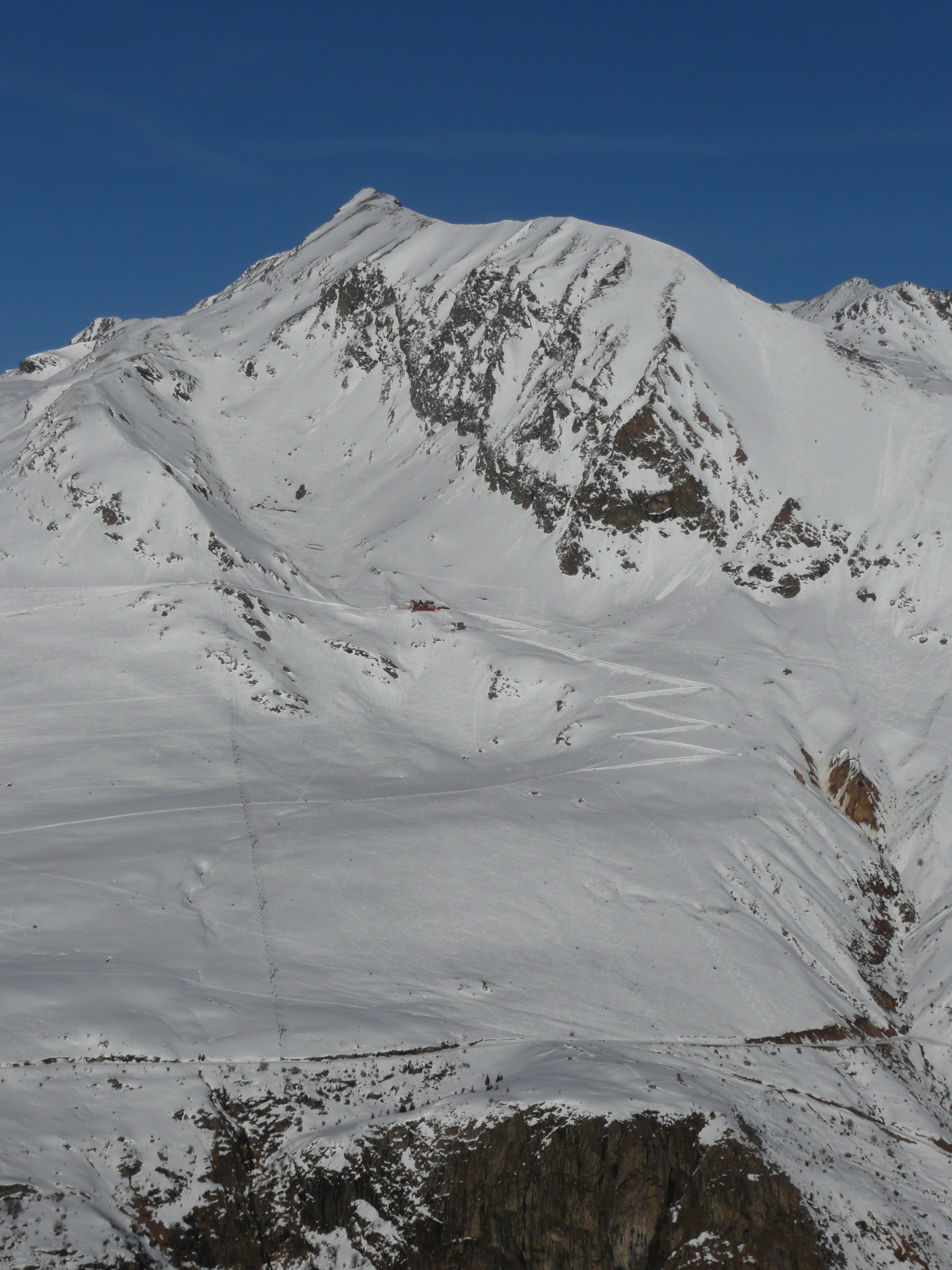
Vue du pic de l'Herpie depuis la station d'Auris-en-Oisans au sud.

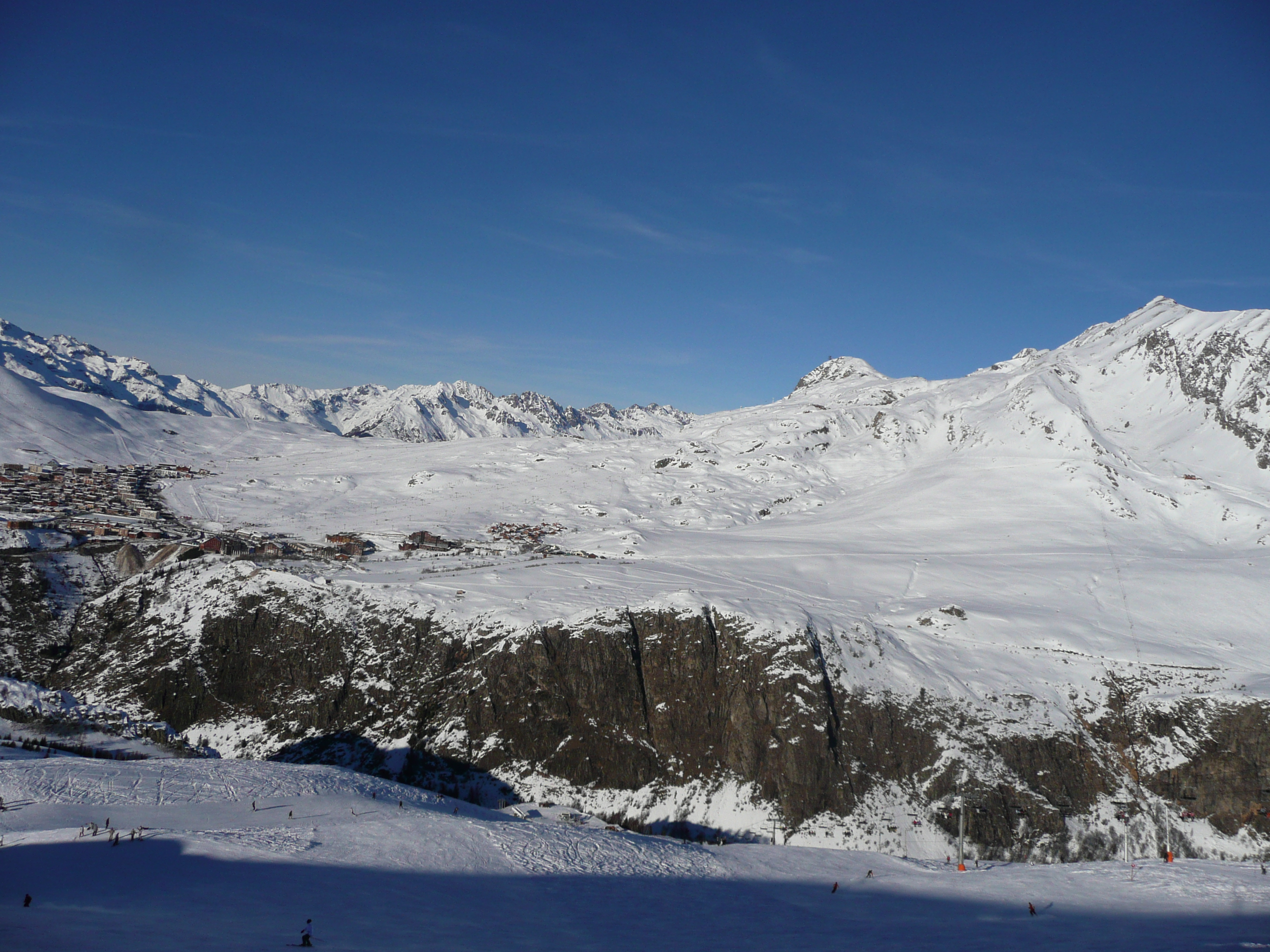
Le pic de l'Herpie (à droite) au-dessus de l'Alpe d'Huez (à gauche) vus depuis le signal de l'Homme au sud.